# Paropsivora tessellata
Paropsivora tessellata là một loài ruồi trong họ Tachinidae.